# Trnávka (Košice)
Trnávka (in ungherese Tarnóka) è un comune della Slovacchia facente parte del distretto di Trebišov, nella regione di Košice.